# Alison (namn)

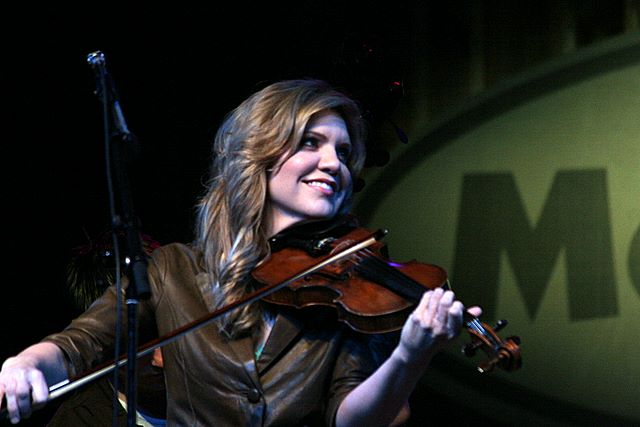
Alison Krauss

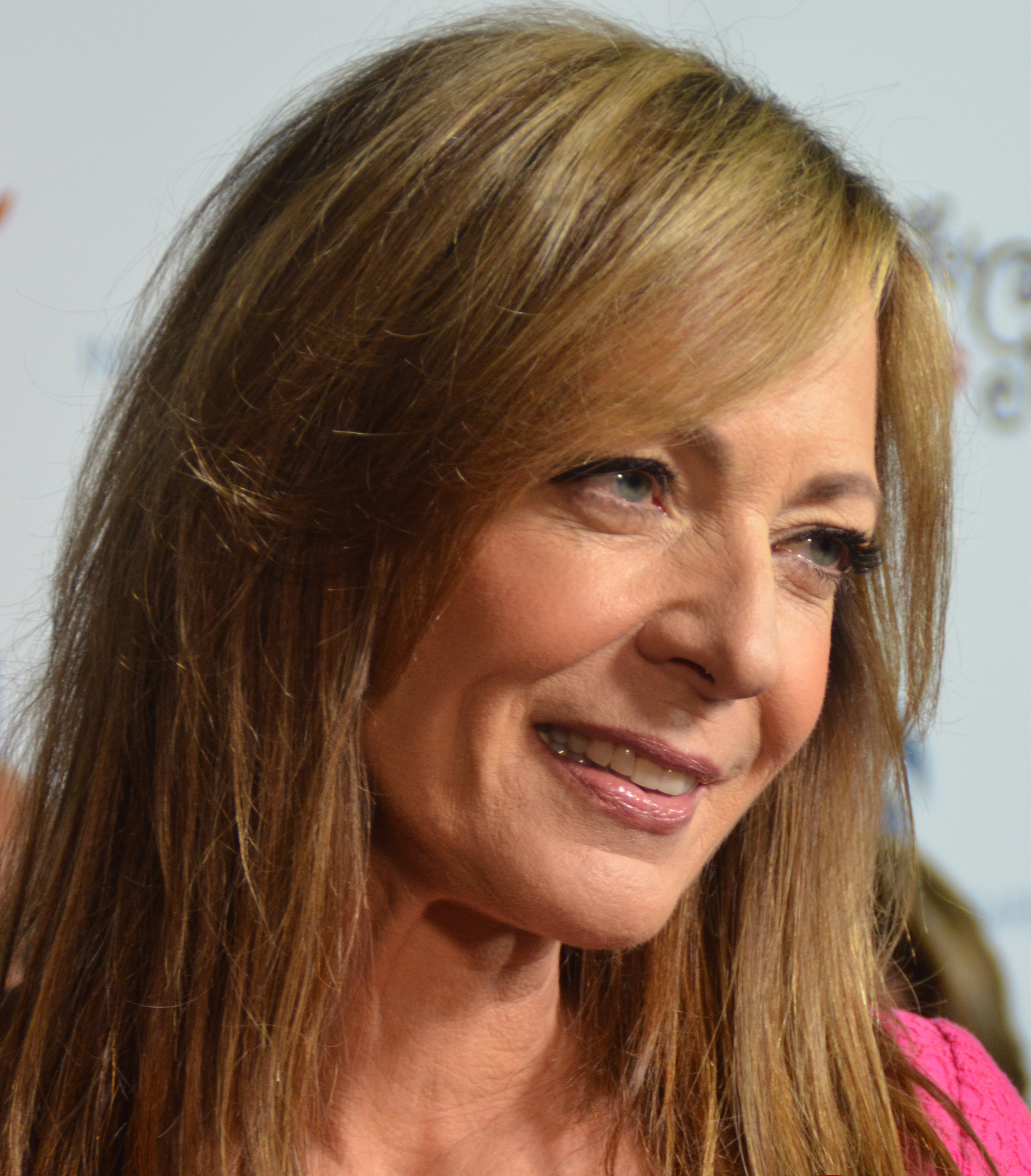
Allison Janney

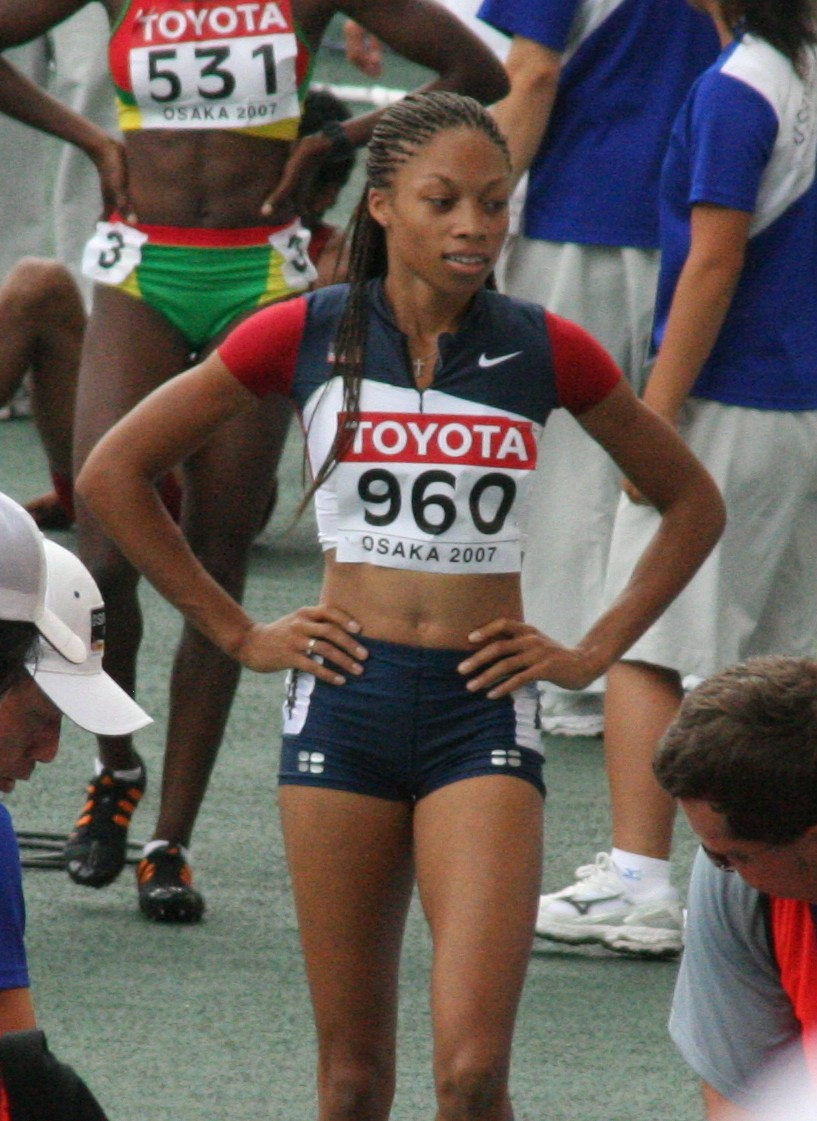
Allyson Felix

Alison,  Allison eller Allyson är en fransk medeltida diminutivform av namnet Alice. Vanliga smeknamn är Ally och Allie. 
Den 31 december 2014 fanns det totalt 341 kvinnor folkbokförda i Sverige med namnet Alison/Allison/Allyson, varav 209 bar det som tilltalsnamn.
Namnsdag i Sverige: saknas

## Personer med namnet Alison, Allison eller Allyson
- Allison Anders, amerikansk filmregissör och manusförfattare
- Alison Arngrim, amerikansk skådespelare
- Alison Bechdel, amerikansk serieskapare
- Allison Beckford, jamaicansk friidrottare
- Alison Brie, amerikansk skådespelare
- Alison Cockburn, skotsk poet
- Allison Crowe, kanadensisk musiker
- Alison Doody, irländsk skådespelare och modell
- Allison DuBois, amerikansk författare och medium
- Allyson Felix, amerikansk friidrottare
- Alison Goldfrapp, engelsk sångerska och låtskrivare
- Allison Janney, amerikansk skådespelare
- Alison Louise Kennedy, skotsk författare
- Alison Krauss, amerikansk sångerska och violinist
- Alison Lohman, amerikansk skådespelare
- Alison Lurie, amerikansk författare
- Allison Mack, amerikansk skådespelare
- Allison Moorer, amerikansk countrysångerska
- Alison Mosshart, amerikansk sångerska och gitarrist
- Alison Moyet, brittisk sångerska
- Alison Nicholas, engelsk golfspelare
- Alison Pill, kanadensisk skådespelare
- Allison Pineau, fransk handbollsspelare
- Allyson Schwartz, amerikansk politiker
- Alison Steadman, brittisk skådespelare
- Alison Sweeney, amerikansk skådespelare
- Allison Tolman, amerikansk skådespelare
- Alison Weir, brittisk författare
- Allison Williams, amerikansk skådespelare och komiker